# Arescus
Arescus là một chi bọ cánh cứng trong họ Chrysomelidae.
Chi này được Perty miêu tả khoa học năm 1832.

## Các loài
Các loài trong chi này gồm:
- Arescus histrio Baly, 1858
- Arescus hypocrita Weise, 1910
- Arescus labiatus Perty, 1832
- Arescus laticollis Weise, 1910
- Arescus vicinus Uhmann, 1926
- Arescus zonatus Weise, 1913